# Московская чайная фабрика
Московская чайная фабрика — предприятие в районе Лефортово, занимающееся производством и реализацией чая. Основана в 1893 году  немцем Филиппом Максимилианом фон Вогау. Располагается в Москве. Производитель широко известного в Советском Союзе чая «со слоном».

## История
Московская чайная фабрика является одной из старейших и крупнейших российских чайных компаний. Её корни уходят в 1890-е годы и связаны с именем Филиппа Максимилиана фон Вогау, основателя Торгового дома Вогау («Вогау и Ко») — одна из крупнейших в России торгово-промышленных фирм в Российской империи.
Во второй половине XIX века при активном потреблении чая в стране Торговый дом Вогау расширяет сферы своих интересов и в 1862 году через посредничество английских чайных фирм начинает заниматься закупкой чая на иностранных рынках для последующей перепродажи в Москве и на Нижегородской ярмарке.
В 1893 году «Вогау и Ко» учреждает особое Акционерное общество «Караван» для торговли и обработки разных сортов чая на базе которого и начинает работать чайная фабрика, называемая тогда Московское Отделение Товарищества «Караван». Все акции «Каравана» принадлежали «Вогау и Ко». Основной капитал на момент создания товарищества составлял 6 млн руб. В состав правления вошли Марк Г. М., Марк В. М., Кадакас Ф. О. и Берг Р. Ф. Наряду с московским отделением существовало также одесское и уфимское чаеразвесочные отделения «Каравана». Товарищество имело свои склады во всех крупнейших городах Российской Империи, поэтому торговля чаем шла как на территории Империи, так и за её границами.
Московское управление товарищества находилось по улице Варварка в доме страхового общества «Якорь». Там же находился офис «Вогау и Ко».
Сама фабрика располагалась на Проломной улице, 17 (район Лефортово). Её годовое производство составляло 650 тонн чая развесе ¼, ½, и 1 фунт.
Контроль качества продукции на фабрике был постоянным и тщательным. Для этого чай закупался на лучших плантациях Востока. Постоянные представительства фирмы действовали на самых важных рынках мира: в Калькутте (Индия), Коломбо (остров Цейлон), в Шанхае и Ханькоу (Китай). Это позволяло покупать чай без участия посредников и в кратчайшие сроки создавать качественный продукт, отвечающий требованиям рынка.
К 1915 году Торговый дом Вогау представлял собой многопрофильный концерн, включавший 24 акционерных общества с основным капиталом в 90 млн рублей, но из-за черносотенных погромов в этом же году акционеры начинают распродавать свою собственность. Фактически их деятельность свертывается в 1916 году.
Рогожская чаеразвеска товарищества «Караван» была национализирована 19 октября 1919 года. В 1919—1927 гг. фабрика носила названия «5-я Рогожская чаеразвесочная фабрика Чаеуправления» (1926), «5-я Государственная Рогожская чае-кофе развесочная фабрика» и напрямую подчинялась Главному управлению чайной, кофейной и цикорной промышленности (Чаеуправление ВСНХ).
В дальнейшем фабрика называлась «Московская чаеразвесочная фабрика им. В. И. Ленина» и её новым витком развития стал 1933 год, когда было начато строительство нового корпуса на Боровой улице, которая велась под руководством первого директора фабрики Вреде Густава Вильяминовича. Ручная развеска чая проводилась в одну смену на двух фабриках (на ул. Проломной и на ул. Боровой).
Официальное открытие фабрики состоялось в 1934 году уже тогда выпускавшей «Тот самый чай со слоном» и еще 32 сорта различных чаев.
В 1935 году принято решение о переводе фабрики с Проломной улицы на Боровую. В конце 40-х гг. на фабрике сокращается ручной труд за счет внедрения новых производительных автоматов.
В 1939 году за достигнутые результаты в работе фабрике присуждено переходящее Красное знамя. Созданный при фабрике учебный комбинат подготавливал кадры для всех чаеразвесочных фабрик Союза.
В 1942 году предприятие было эвакуировано в Самарканд и развернуло производство на базе Самаркандской чайной фабрики. 
В эпоху развитого социализма в обычных магазинах только по блату можно было добыть упаковку настоящего индийского чая. Партийным и государственным чиновникам индийский чай полагался в продуктовых наборах или спец-магазинах. У обычного же народа выбор был небольшой.
В августе 2006 года стало известно о планах реорганизации ООО "Московская чайная фабрика". 

## Гордость фабрики советских времен
Индийский чай «со слоном» высшего и первого сорта, неотъемлемый атрибут всех праздничных заказов, «Цейлонский чай» и воистину «советская народная марка»: «Чай № 36» — любимый напиток технической интеллигенции в рабочее время, зеленые пачки этого чая украшали «общественные» чайные столы всех «почтовых ящиков» эпохи «расцвета застоя».
В конце 90-х происходит объединение московской, иркутской, рязанской чаеразвесочных фабрик на базе московского предприятия. Сегодня Московская чайная фабрика продолжает добрые традиции, начатые товариществом «Караван» и в своей работе руководствуется высокими нормами качества продукции и системы менеджмента.

## Современная продукция
По состоянию на середину 2017 года фабрика производит и реализует следующие наименования чая: «Тот самый», «Чай со слоном», «Никитин», «Никитин — Сибирские травы», «Золотой слон», «Чай № 36», «ГОСТ», «Атаман».

## Снос корпусов фабрики
В середине апреля 2019 года Московский фонд реновации объявил тендер на снос чайной фабрики Вогау на Золоторожском валу. Рядом с этим местом планировали возвести дом для переселенцев по программе реновации. 4 октября 2019 года начались работы по сносу здания.

## Музей чая
В 2011 году был открыт первый в России музей чая.

## Адрес
- Москва, Боровая улица, дом 3.